# Xinfeng Linchang
Xinfeng Linchang (kinesiska: 新风林场) är en bondby i Kina. Den ligger i provinsen Heilongjiang, i den nordöstra delen av landet, omkring 330 kilometer nordost om provinshuvudstaden Harbin. Antalet invånare är 139.